# Margaret Busby
Pour les articles homonymes, voir Busby.
Margaret Busby, également appelée Nana Akua Ackon, née en 1944, est une femme de lettres ghanéenne, une éditrice et une animatrice de radio, basée au Royaume-Uni. Elle a été, en Grande-Bretagne, la plus jeune et la première femme noire éditrice de livres, lorsque dans les années 1960, elle a fondé avec Clive Allison (1944-2011) la maison d'édition Allison et Busby (A & B).

## Biographie
Margaret Busby est née le 11 octobre 1944 à Accra, à l'époque en Côte-de-l'Or (une colonie britannique devenue le Ghana, fille du Docteur George Busby et de Sarah Busby (née Christian), qui tous deux avaient des liens familiaux dans les Caraïbes, en particulier à Trinité-et-Tobago, Barbade et Dominique. George Busby a été un ami de George Padmore, mentor de Kwame Nkrumah et a eu comme compagnon d'études Cyril Lionel Robert James. 
Elle est la plus jeune d'une fratrie de 4 enfants. Après avoir étudié à la Charters Towers School à Londres de 1953 à 1960, elle reprend des études au Bedford College, au sein de l'Université de Londres, de 1962 à 1965. Elle y devient rédactrice en chef d'un magazine littéraire de l'établissement, et publie des poèmes. Elle se marie avec un musicien de jazz et éducateur britannique Lionel Grigson (1942-1994).
Alors qu'elle est encore à l'université, elle rencontre son futur associé, Clive Allison, et ils décident de créer une société d'édition proposant de la poésie en livre de poche à des prix abordables. Après avoir obtenu son diplôme, Busby travaille brièvement dans une maison d'édition déjà installée, comme son partenaire,  tout en cofondant Allison et Busby (A & B), dont les premiers livres sont publiés en 1967. Elle devient ainsi la plus jeune et la première femme noire éditrice de livres en Grande-Bretagne,. En 1969, elle quitte son emploi et se consacre à plein temps à son projet d'entreprise, dont elle devient la directrice de rédaction pour les 20 prochaines années suivantes, publiant de nombreux auteurs, en fiction et non-fiction, poésie, livres pour enfants, etc., dont Sam Greenlee (auteur de The Spook Who Sat by the Door, le premier roman publié par A & B),, Cyril Lionel Robert James, Buchi Emecheta, Chester Himes, George Lamming,  Ishmael Reed, John Edgar Wideman, Nuruddin Farah, Colin MacInnes,  Adrian Mitchell, Miyamoto Musashi, Carlos Moore, Hunter S. Thompson,  Jack Trevor Story, ou Michael Moorcock.
Busby est par la suite directrice de la rédaction de Earthscan (publiant Han Suyin, Frantz Fanon, Albert Memmi, René Dumont, Carolina Maria de Jesus et d'autres), avant de poursuivre une carrière d'indépendante, comme écrivain, journnaliste et critique.
En tant que journaliste, elle écrit pour de nombreuses publications comme The Guardian, , The Observer, The Independent, The Sunday Times, le New Statesman, et d'autres.
Elle dirige la rédaction de Daughters of Africa: An International Anthology of Words and Writings by Women of African Descent,, et contribue à d'autres ouvrages, notamment Colours of a New Day: Writing for South Africa en 1990, Mothers: Reflections by Daughters en 1995, et en 2014 Carnival : A Photographic and Testimonial History of the Notting Hill Carnival, coécrit avec Ishmahil Blagrove), et à des revues spécialisées. En 2019, elle publie une seconde anthologie d'auteurs africaines, New Daughters of Africa: An international anthology of writing by women of African descent. En liaison avec cette anthologie de 2019, un Margaret Busby New Daughters of Africa Award est annoncé par l'éditeur, en partenariat avec la School of Oriental and African Studies, au profit d'une étudiante africaine, couvrant les frais de scolarité et d'hébergement à l'International Students House, à Londres. Le premier lauréat du prix est l'étudiante kényane Idza Luhumyo.
Elle travaille régulièrement pour la radio et la télévision à partir de la fin des années 1960, où elle présente le programme magazine London Line pour le Central Office of Information, ainsi que l'émission Break For Women sur la BBC World Service, et, plus tard, Talking Africa sur Spectrum Radio, en plus de ses apparitions sur un large éventail de programmes, y compris Kaleidoscope, Front Row, Open Book, de Woman's Hour, et Democracy Now! (aux États-Unis).
Ses versions courtes et ses dramatiques pour la BBC Radio portent sur des œuvres de Cyril Lionel Robert James, Jean Rhys, Wole Soyinka, Walter Mosley, ou encore Henry Louis Gates. Son émission construite sur la base du roman de Cyril Lionel Robert James, Minty Alley est d'abord diffusée sur la BBC Radio 4 en 1998,, et est primée en 1999.
Son œuvre écrite pour la scène comprend Sankofa (1999), Yaa Asantewaa – Warrior Queen (joué au Royaume-Uni/Ghana, en 2001-2002),,, et An African Cargo (joué au Greenwich Théâtre, en 2007),,. Elle est également parolière de plusieurs chansons,.

## Militantisme littéraire
Elle a travaillé sans interruption pour la diversité au sein de l'industrie de l'édition et dans les années 1980 a été l'un des membres fondateurs de l'organisation Greater Access to Publishing (GAP),, engagée dans des campagnes pour une plus forte présence des femmes noires dans l'édition britannique,. Elle est la patronne de Independent Black Publishers (IBP).
Elle a fait partie des jurys de plusieurs concours littéraires, parmi lesquels le Prix Caine, le Prix Orange, l'Independent Foreign Fiction Prize, le Prix OCM Bocas pour la littérature des Caraïbes, le Commonwealth Book Prize (pour lequel elle a été présidente du jury en 2012), et Africa39. Elle a siégé également aux conseils d'administration ou dans des postes de conseiller pour de nombreuses organisations culturelles, dont The Drum Arts Centre, T heAfrica Centre,  English PEN, Royal Literary Fund, the African & Caribbean Music Circuit, The Organization of Women Writers of Africa,  le magazine Wasafiri, la SI Leeds Literary Prize et le Etisalat Prize for Literature.

## Quelques récompenses
- 1970 : Society of Young Publishers Award[42].
- 1993 : Pandora Prize, des femmes dans l'édition.
- 1998 : Membre d'Honneur de l' Alpha Kappa Alpha (AKA)[43].
- 1999 : Race in the Media Award  pour la pièceMinty Alley à la radio.
- 1999 : Ghanaian traditional honour, en tant que Nana Akua Ackon, Cape Coast[44].
- 2004 : Open University, Doctorat honorifique[45] pour les services aux Arts et aux Sciences.
- 2006 : Officier de l'Ordre de l'Empire Britannique pour services rendus à la littérature et à l'édition[46].
- 2011 : Bourse Honorifique, Queen Mary University of London[47].
- 2015 : Bocas Prix Henry Swanzy pour les services aux lettres des Caraïbes[48],[49].
- 2015 : titre de membre honoraire du prix  PAWA (Pan African Writers Association), au Ghana[50].